# Doubrava (Žďár)
Doubrava je vesnice, která je severní částí obce Žďár v okrese Mladá Boleslav a spadá i do katastrálního území Žďár u Mnichova Hradiště. Doubrava se rozkládá kolem dvou sbíhajících se silnic, severozápadní hranici vesnice tvoří silnice Praha – Turnov (II/610, dříve I/10, s níž je zde souběžná i železniční Trať 070) a východní část vesnice se nachází kolem II/279 (Horní Bousov – Žďár (okres Mladá Boleslav) – Žďár-Břehy).
V bezprostřední blízkosti Doubravy sídlí i žďárský obecní úřad (tato ulice však již patří k části Břehy, ač na zástavbu Doubravy navazuje) a nedaleko v těsné blízkosti Doubravy se nachází železniční nádraží Loukov u Mnichova Hradiště, již na území Loukova. Na severu směrem ke Svijanům k Doubravě přiléhá osada Břehy, na západě přes železniční trať sousedí s Loukovem, na jihozápadě je nejbližší vesnice Březina, na jihovýchodě na Březinu navazuje Žďár a k východu vede silnička do Ploukonic. Jižně od vesnice se nachází, již na území obce Březina, rybník Žabakor, který patří k CHKO Český ráj. Ze západní a severní strany se nedaleko Doubravy vine zákruta Jizery.

## Historie
První písemná zmínka o vesnici pochází z roku 1400.

## Pamětihodnosti
- Dům čp. 4

## Další fotografie

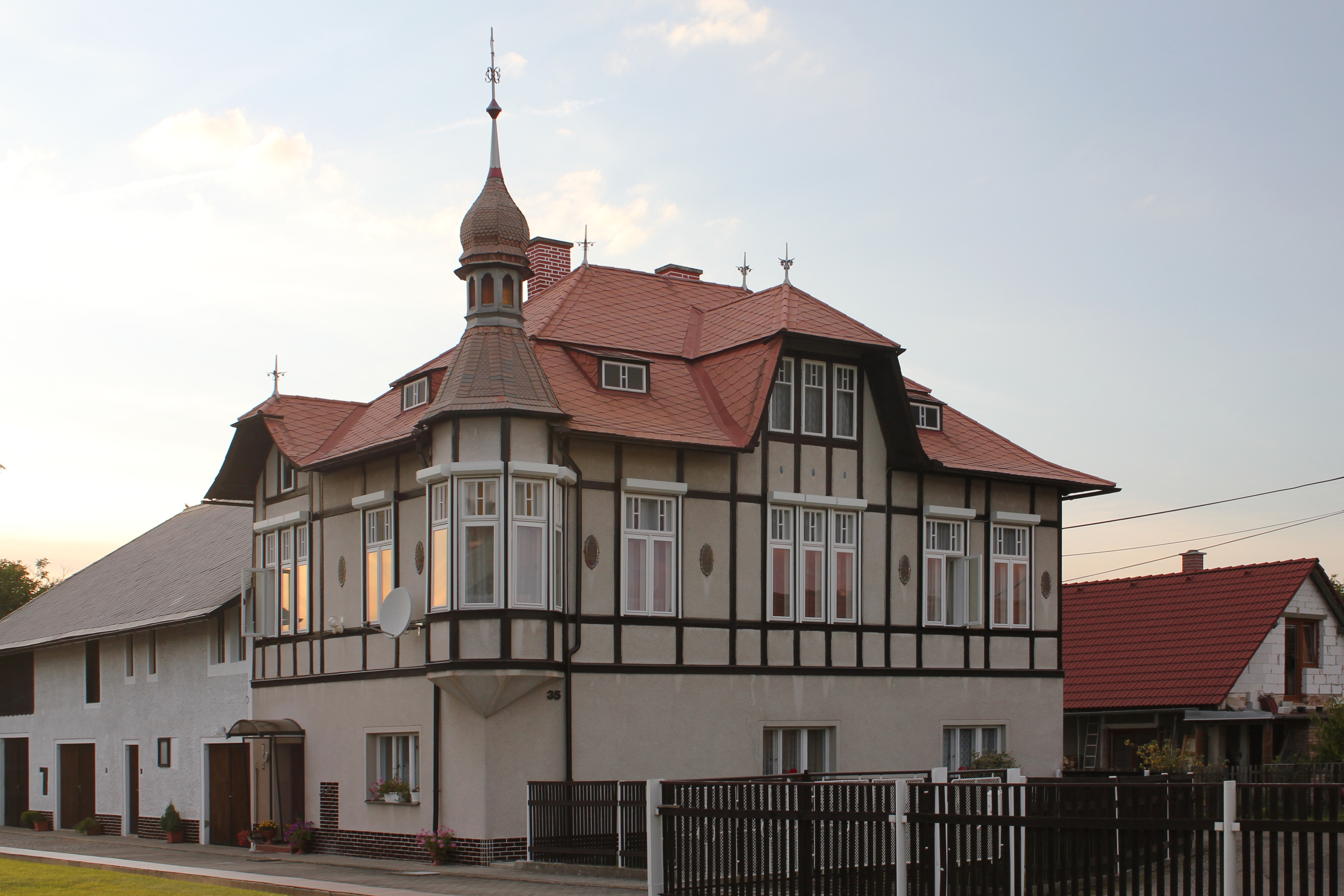
Kobosilova vila
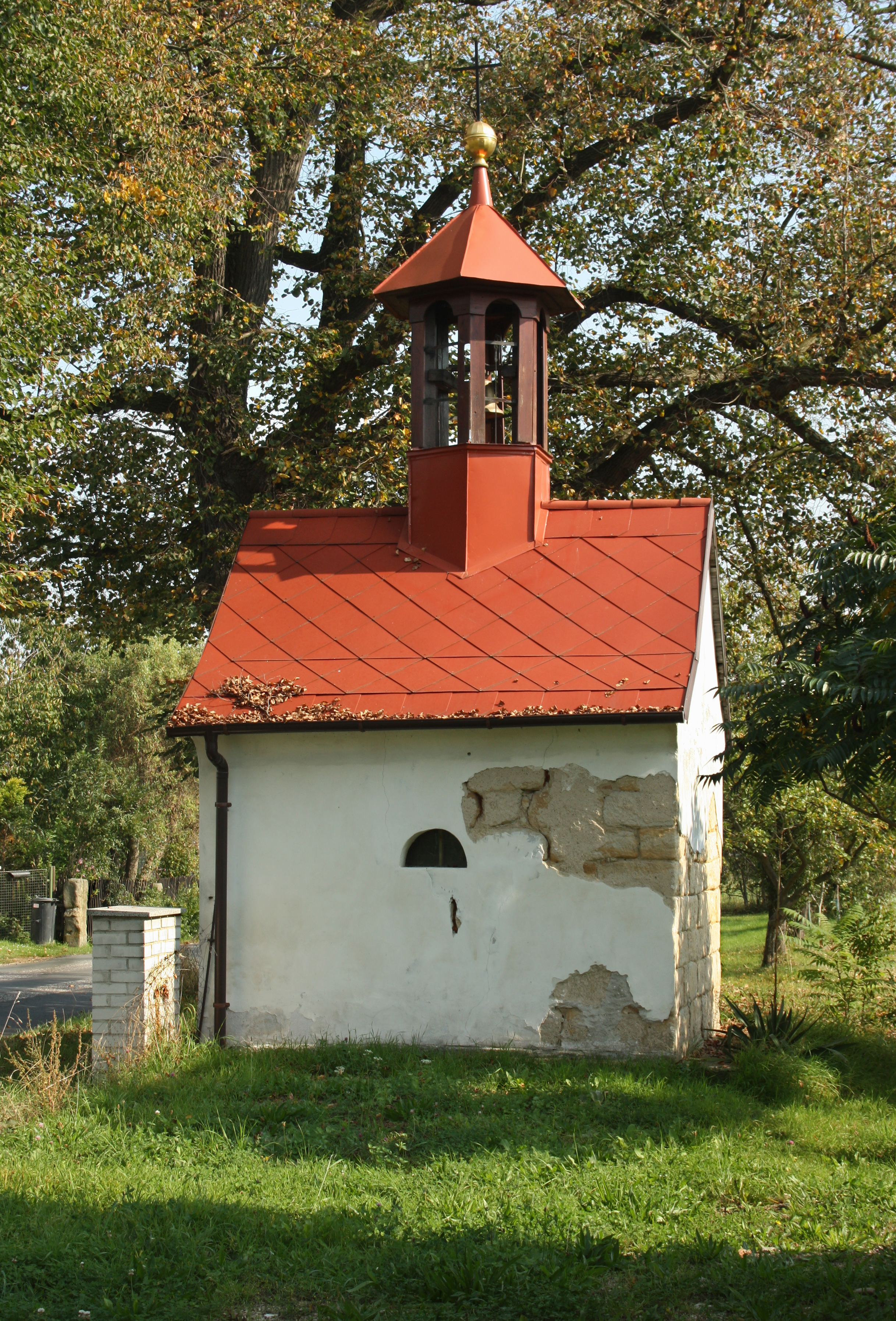
Kaplička na jihu
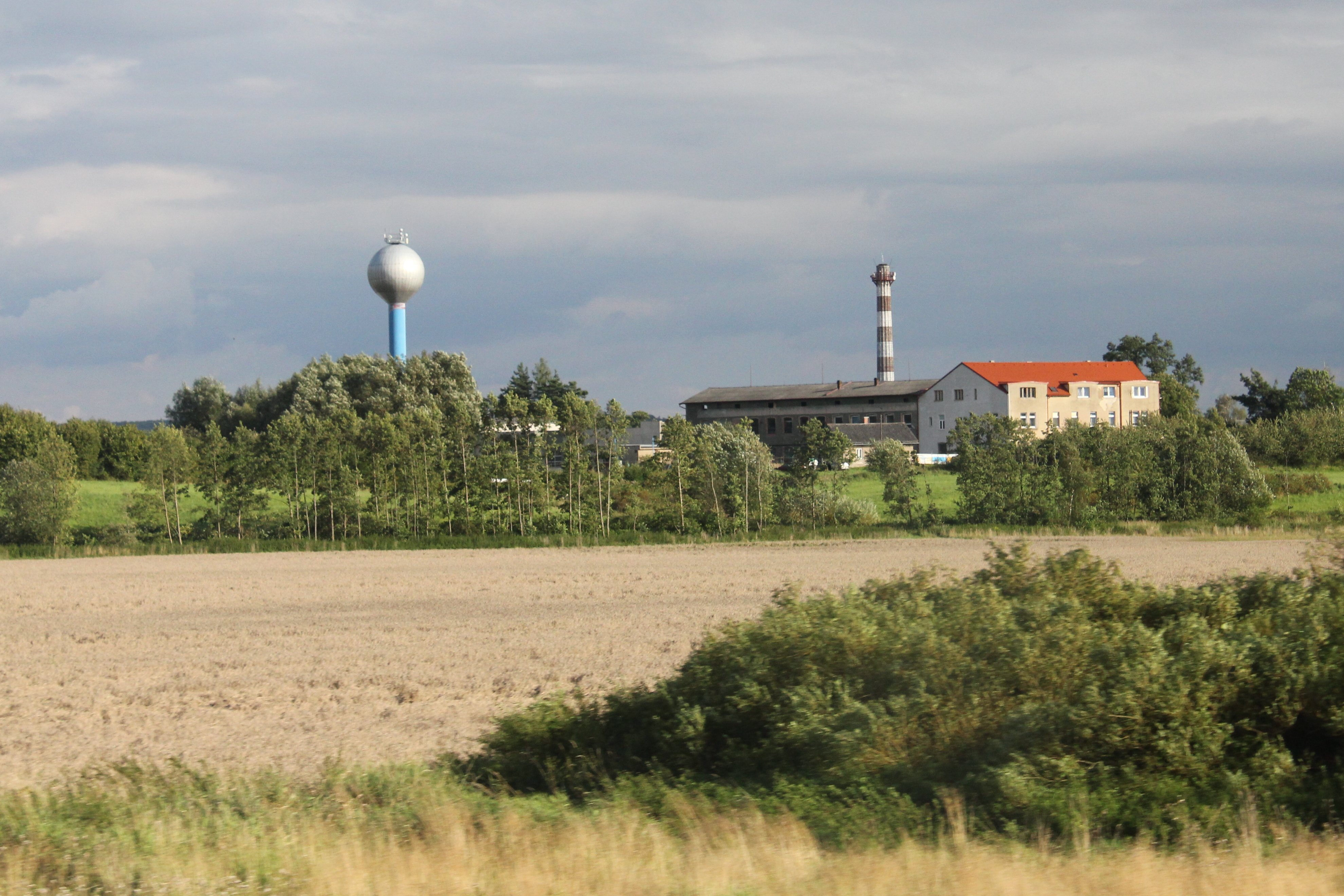
Vodojem